# Malcz Południowy
Malcz Południowy – jezioro o powierzchni ok. 36,2 ha i maksymalnej głębokości do 8,3 m, położone na wschód od Walewic w województwie lubuskim, w powiecie sulęcińskim, w gminie Torzym, w strefie ochronnej Łagowskiego Parku Krajobrazowego.
Zlewnia bezpośrednia jest typowo leśna, zajmuje ją teren poligonu wojskowego. Nad południową zatoką jeziora znajduje się kilka zabudowań osady leśnej. Jezioro nie zostało zagospodarowane rekreacyjnie z powodu położenia na terenie specjalnym.
O powstaniu jeziora w największym stopniu zadecydowała działalność erozyjna wód roztopowych lodowca, o czym świadczy kręty, wydłużony kształt jego misy jeziornej. Niecka akwenu jest bardzo urozmaicona, ma liczne zatoczki, półwyspy i składa się z trzech części, przy czym części boczne są wyraźnie mniejsze od plosa centralnego. Oddzielają je od niego przesmyki o szerokości odpowiednio 100 i 40 m. Do części północnej uchodzi zarośnięty i zabagniony jedyny dopływ akwenu – odpływ z jeziora Malcz Północny. Część środkowa jest najbardziej rozległa i najgłębsza. Tutaj, w zatoce północno-wschodniej znajduje się też niewielka, malownicza wyspa z kępą drzew. Stąd również uchodzi z jeziora jedyny odpływ – rzeka Pliszka.